# Lee Chang-gil
Pour les articles homonymes, voir Lee.
Lee Chang-gil est un boxeur sud-coréen né le 21 mars 1949 à Séoul et mort en 2002. Il a participé à l'épreuve masculine des poids légers aux Jeux olympiques d'été de 1968. 

## Biographie
Lee Chang-gil est sacré champion d'Asie à Colombo en 1967 dans la catégorie des poids légers et se qualifie pour les Jeux olympiques l'année suivante à Mexico. Il s'incline au deuxième tour face à l'Américain Ronnie Harris.